# Кремпсько (Великопольське воєводство)
Кремпсько (пол. Krępsko, нім. Kramske) — село в Польщі, у гміні Шидлово Пільського повіту Великопольського воєводства.
Населення — 300 осіб (2011).
У 1975-1998 роках село належало до Пільського воєводства.

## Демографія
Демографічна структура станом на 31 березня 2011 року:
|          | Загалом | Допрацездатний вік | Працездатний вік | Постпрацездатний вік |
| -------- | ------- | ------------------ | ---------------- | -------------------- |
| Чоловіки | 153     | 28                 | 109              | 16                   |
| Жінки    | 147     | 29                 | 84               | 34                   |
| Разом    | 300     | 57                 | 193              | 50                   |